# Барби в Лебедово езеро
„Барби в Лебедово езеро“ (на английски: Barbie in Swan Lake) е американски-канадски анимационен филм от 2003 г. Това е третият филм от поредицата Барби. Филмът излиза на VHS и DVD през 30 септември 2003 г.

## Синхронен дублаж

### Озвучаващи артисти
| Роля                             | Изпълнител           |
| -------------------------------- | -------------------- |
| Барби/Одета                      | Петя Абаджиева       |
| Лайла/Мари                       | Весела Хаджиниколова |
| Ротбарт                          | Марин Янев           |
| Даниел                           | Александър Воронов   |
| Царицата на феите                | Тамара Войс          |
| Одилия                           | Живка Донева         |
| Еразъм                           | Георги Тодоров       |
| Карлита                          | Валерия Живкова      |
| Иван/Масовка                     | Кирил Бояджиев       |
| Бащата/Търговец/Масовка          | Кристиян Фоков       |
| Реджи/Як селянин/Масовка/Гарвани | Тодор Георгиев       |
| Кралицата/Масовка                | Наталия Бардская     |
| Кели                             | Елена Радева         |

### Екип
| Обработка    | Доли Медия Студио                    |
| ------------ | ------------------------------------ |
| Тонрежисьори | Валерия Крачунова Цветелина Цветкова |